# Enderleinellus larisci
Enderleinellus larisci är en insektsart som beskrevs av Ferris 1920. Enderleinellus larisci ingår i släktet Enderleinellus och familjen ekorrlöss. Inga underarter finns listade i Catalogue of Life.